# 法務部矯正署綠島監獄
22°40′23″N 121°28′35″E / 22.67303°N 121.476326°E
法務部矯正署綠島監獄，位在臺灣省臺東縣綠島鄉，於1972年竣工，是綠島上多座矯正機關之一，是法務部矯正署下屬部門。該監獄主要收容最難以管理教導的犯人，屬於高度管理的監獄，也因此被暱稱為「大哥的故鄉」。而綠島監獄也因為收容一清專案及治平專案等黑道首領級人物而聞名。

## 歷史
於台灣日治時期，日本人已經在該島上設置「火燒島浮浪人收容所」。綠島舊名為火燒島，據說黃昏時分，從外海遠眺這座島嶼時，有如火燒。當時日本人囚禁的所謂「浮浪人」，其實大多為黑道分子。選擇此島的原因是四面環海，犯人脫逃困難。
1951年，台灣省警備總司令部在綠島成立「新生訓導處」，將火燒島浮浪人收容所轉型為監獄，專門用作監管、囚禁異見者和政治犯等 。1970年2月8日泰源事件後，當局在綠島新生訓導處舊址西側興建國防部綠島感訓監獄，稱「綠洲山莊」，復於1972年將泰源監獄和各地軍事監獄的政治犯集中送到綠島監禁，轉型為重刑犯和幫派份子的收容所。1999年3月29日，行政院核定將綠洲山莊規劃成立史蹟館或紀念館，現該設施則作為白色恐怖綠島紀念園區開放參觀。
目前位於中寮村的矯正署綠島監獄依舊持續收容臺灣各監獄難以管教之罪犯。2021年3月1日起，依「法務部指定各監獄收容受刑人類別、容額、指揮執行基準表」，收容對象改以重刑及普通犯男性收容人為主。
2025年1月6日，受刑人王天佑於下午2點40分越獄，同日晚上9點58日在監獄的職員宿舍樓頂捕獲並押回監獄。

## 榮譽
在交通部觀光署東部海岸國家風景區管理處推薦下，榮獲海洋委員會海洋保育署第二屆海洋保育貢獻楷模獎的殊榮，典獄長邱量一6月15日代表機關接受表揚。這一榮譽的獲得，源於綠島監獄在環境保護和海洋生態保育方面的傑出貢獻，機關職員及受刑人在活動過程中展現的非凡毅力與無私奉獻。

## 組織
- 典獄長
  - 秘書

行政單位
- 調查分類科
- 教化科
- 作業科
- 衛生科
- 戒護科
- 總務科
- 人事室
- 會計室
- 政風室
- 統計室

委員會
- 監務委員會
- 調查審議會議
- 假釋審查會
- 外部視察小組
- 申訴審議小組

## 歷任首長
| 任別 | 姓名   | 就職       | 卸任       | 任期（月） |
| ---- | ------ | ---------- | ---------- | ---------- |
| 1    | 張鑑金 | 1970年8月  | 1974年3月  | 44         |
| 2    | 屠其煥 | 1974年3月  | 1977年8月  | 42         |
| 3    | 易賢傑 | 1977年8月  | 1979年9月  | 26         |
| 4    | 魯培瑤 | 1979年9月  | 1980年12月 | 16         |
| 5    | 黃徵男 | 1980年12月 | 1981年9月  | 10         |
| 6    | 陳宗禮 | 1981年9月  | 1983年5月  | 21         |
| 7    | 林幸勳 | 1983年5月  | 1985年6月  | 26         |
| 8    | 祖光   | 1985年6月  | 1988年1月  | 32         |
| 9    | 呂自守 | 1988年1月  | 1989年9月  | 21         |
| 10   | 盛高德 | 1989年9月  | 1990年7月  | 11         |
| 11   | 張望玉 | 1990年7月  | 1990年12月 | 6          |
| 12   | 孫慶龍 | 1990年12月 | 1991年9月  | 10         |
| 13   | 吳正博 | 1991年9月  | 1992年6月  | 10         |
| 14   | 劉奕順 | 1992年6月  | 1993年8月  | 15         |
| 15   | 柯亭然 | 1993年8月  | 1994年7月  | 12         |
| 16   | 林添祥 | 1994年7月  | 1995年12月 | 18         |
| 17   | 謝豐興 | 1995年12月 | 1997年8月  | 21         |
| 18   | 劉文生 | 1997年8月  | 1998年7月  | 12         |
| 19   | 陳世志 | 1998年7月  | 2001年2月  | 32         |
| 20   | 戴壽南 | 2001年2月  | 2005年1月  | 48         |
| 21   | 蕭山城 | 2005年1月  | 2005年9月  | 9          |
| 22   | 劉世添 | 2005年9月  | 2007年7月  | 11         |
| 23   | 蔡協利 | 2007年7月  | 2009年7月  | 13         |
| 24   | 黃坤前 | 2009年7月  | 2010年7月  | 13         |
| 25   | 吳澤生 | 2010年7月  | 2012年3月  | 21         |
| 26   | 林志雄 | 2012年3月  | 2014年1月  | 23         |
| 27   | 蘇清俊 | 2014年1月  | 2014年11月 | 11         |
| 28   | 林茂立 | 2014年11月 | 2015年7月  | 9          |
| 29   | 陳憲章 | 2015年7月  | 2016年7月  | 13         |
| 30   | 張龍泉 | 2016年7月  | 2017年7月  | 13         |
| 31   | 林振榮 | 2017年7月  | 2018年1月  | 7          |
| 32   | 饒雅旗 | 2018年1月  | 2018年7月  | 7          |
| 33   | 莊國勝 | 2018年7月  | 2020年7月  | 25         |
| 34   | 戴明瑋 | 2020年7月  | 2022年7月  | 25         |
| 35   | 翁永芳 | 2022年7月  | 2023年7月  | 13         |
| 36   | 邱量一 | 2023年7月  | 2024年7月  | 13         |
| 37   | 呂憲慈 | 2024年7月  |            | 現任       |

## 外部連結
- 法務部矯正署綠島監獄（繁體中文） （页面存档备份，存于）